# Christian Martinelli
Pour les articles homonymes, voir Martinelli.
Christian Martinelli est un biathlète italien, né le 3 juin 1983 à Sondalo.

## Biographie
Sportif et soldat, il est licencié au CS Carabinieri.
Présent dans le circuit inférieur de la Coupe d'Europe depuis 2002, il démarre en Coupe du monde en 2007 à Kontiolahti, où il parvient à obtenir ses premiers points avec une 17e place en individuel. Il égale ce résultat en 2013 à Antholz-Anterselva. Entre-temps, il gagne la seule course de sa carrière dans l'IBU Cup (antichambre de la Coupe du monde) en 2010 à la poursuite de Pokljuka.
Son meilleur résultat aux Championnats du monde est 7e en relais en 2009 et 2013, tandis qu'en individuel, il a obtenu au mieux une 23e place en 2009 sur le sprint.
Il compte un titre de champion d'Italie à son actif en 2009 sur la poursuite.

## Palmarès

### Championnats du monde
| Épreuve / Édition         | Individuel | Sprint | Poursuite | Départ en masse | Relais | Relais mixte |
| Mondiaux 2008 Östersund   | 57e        | 34e    | 59e       | -               | -      | -            |
| Mondiaux 2009 Pyeongchang | 63e        | 23e    | 32e       | -               | 7e     | -            |
| Mondiaux 2013 Nové Město  | 59e        | 41e    | -         | -               | 7e     | -            |

Légende :

 :épreuve inexistante

- : n'a pas participé à l'épreuve

### Coupe du monde
- Meilleur classement général : 68e en 2008.
- Meilleur résultat individuel : 17e.

#### Différents classements en Coupe du monde
| Année     | Classement général final | Sprint | Poursuite | Individuel | Mass start |
| 2007-2008 | 68e                      | 70e    | 62e       | 39e        | -          |
| 2008-2009 | 70e                      | 74e    | 75e       | 51e        | -          |
| 2010-2011 | 102e                     | -      | -         | 69e        | -          |
| 2012-2013 | 73e                      | -      | 50e       | -          | -          |
| 2013-2014 | 95e                      | 88e    | -         | -          | -          |

### Championnats du monde de biathlon d'été
- Médaille de bronze du relais mixte en 2008.

### Jeux mondiaux militaires
- Médaille de bronze du sprint en 2010.

### IBU Cup
- 3 podiums individuels, dont 1 victoire.